# Jean-Baptiste Le Paon

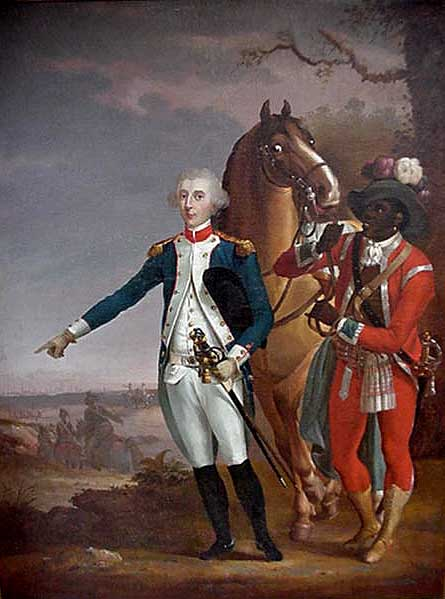
Armistead e il marchese La Fayette, 1783 (olio su tela)

Jean-Baptiste Le Paon (Parigi, 15 marzo 1738 – Parigi, 27 maggio 1785) è stato un pittore e militare francese.

## Biografia

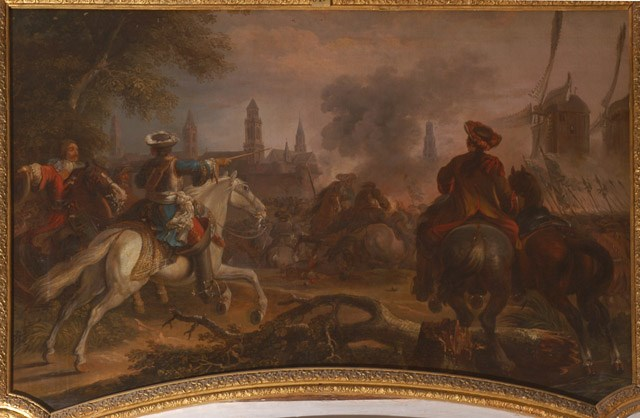
L'assedio di Ypres, Chantilly, Museo Condé

Paon nacque a Parigi nel 1738 e visse nella capitale francese fino al 1742, anno in cui suo padre acquisì un dominio vicino a Soissons. Scopre la pittura in gioventù grazie ad un suo zio pittore e fa apprendistato presso Francesco Casanova, pittore di battaglie veneziano. Da una guida napoletana del XIX secolo si evince che a differenza del Casanova, Paon fu un pittore "meno colorante, e meno ardente del suo maestro, però migliore disegnatore, e più esatto nei scorci, e migliore imitatore della natura".
Tra le opere più celebri, Il Principe di Nassau a caccia di un giaguaro del 1784, attualmente esposto al Palazzo Łazienki di Varsavia (Polonia). Di tale dipinto esiste un'altra versione dal formato più piccolo che raffigura, oltre a Carlo Enrico di Nassau, anche il fido Henri de Fulque d'Oraison.
Inizialmente ufficiale di cavalleria, rinuncia alla carriera militare per dedicarsi alla pittura fino alla sua morte, avvenuta nel 1785 all'età di 47 anni.

## Opere di rilievo
- Chantilly, Museo Condé, Episodio della guerra dei sette anni
- Manovre della Casa del Re sulle coste di Satory, olio su tela

## Mostre
- 1925: Parigi, Petit Palais, "Paesaggio francese da Poussin a Corot"